# 존 베이츠 클라크

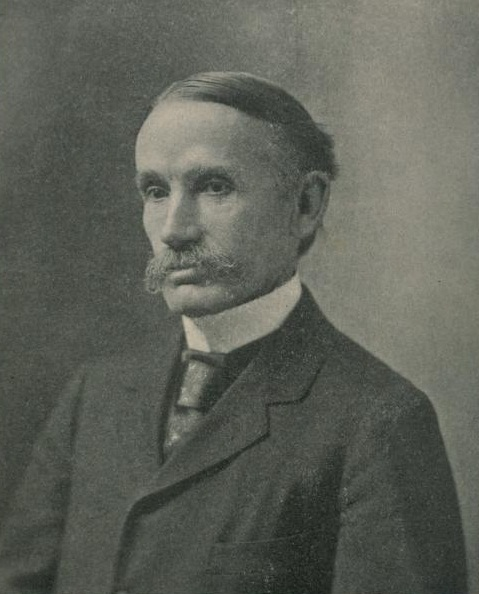

존 베이츠 클라크 (John Bates Clark, 1847년 1월 26일 ~ 1938년 3월 21일)는 미국의 신고전파 경제학자이다. 그는 한계혁명의 선구자 중 한 사람이자 제도주의 학파의 반대자였으며 경력의 대부분을 콜롬비아 대학에서 교수로 보냈다.
로드 아일랜드 주 프로비던스에서 태어나고 자랐으며 25세에 매사추세츠주 애머스트 칼리지를 졸업했다. 1872년부터 1875년까지 그는 취리히 대학교, 하이델베르크 대학교를 다녔으며 그곳에서 칼 크니스 (독일 역사 학교 의 지도자) 밑에서 공부했다. 스미스 칼리지에서 가르치기 위해 동쪽으로 이사하기 전에 1875년부터 1881년까지 칼튼 칼리지에서 경제학 교수로 가르쳤다. 그의 경력 초기에 그의 글은 독일 사회주의 배경을 반영하고 자본주의에 대한 비판자의 면모를 보여주었다. 컬럼비아 대학교 교수로 재직하는 동안 그의 견해는 점차 자본주의를 지지하는 방향으로 바뀌었고 나중에는 자본주의 체제의 주요 옹호자로 알려지게 되었다.
1877년에서 돌아온 후 여러 논문을 출판했다. 제번스 (1871), 멩거 (1871), 발라스 (1878)에 의해 이미 출판된 한계 효용 이론의 버전을 공식화했다.

## 같이 보기
- 존 베이츠 클라크 메달